# Književnost u 1593.
◄◄ | ◄ | 1590. | 1591. | 1592. | 1593.  | 1594. | 1595. | 1596. | ► | ►►
Arhitektura • Astronomija • Glazba • Kazalište • Kiparstvo • Knjige • Književnost • Kršćanstvo • Medicina • Politika • Pravo • Promet • Slikarstvo • Znanost
Književnost u 1593.

## Svijet

### Književna djela
- Romeo i Julija Williama Shakespearea

## Hrvatska i u Hrvata

### Rođenja
- 1593. ili 1594. – Ivan Belostenec, hrvatski katolički svećenik, pavlin, propovjednik i leksikograf († 1675.)

## Vanjske poveznice
|  | Zajednički poslužitelj ima još gradiva o temi Književnost u 1593. |